# جيمي جيكوبز
جيمي جيكوبز (بالهولندية: Jamie Jacobs) (ولد في 3 ديسمبر 1997) هو لاعب كرة قدم هولندي. يلعب مع نادي إي زد ألكمار.

## روابط خارجية
- جيمي جيكوبز على موقع قاعدة بيانات كرة القدم.إي يو (الإنجليزية)
- جيمي جيكوبز على موقع Soccerway.com (الإنجليزية)
- جيمي جيكوبز على موقع عالم كرة القدم.نت (الإنجليزية)